# Wasserkraftwerk Kachowka

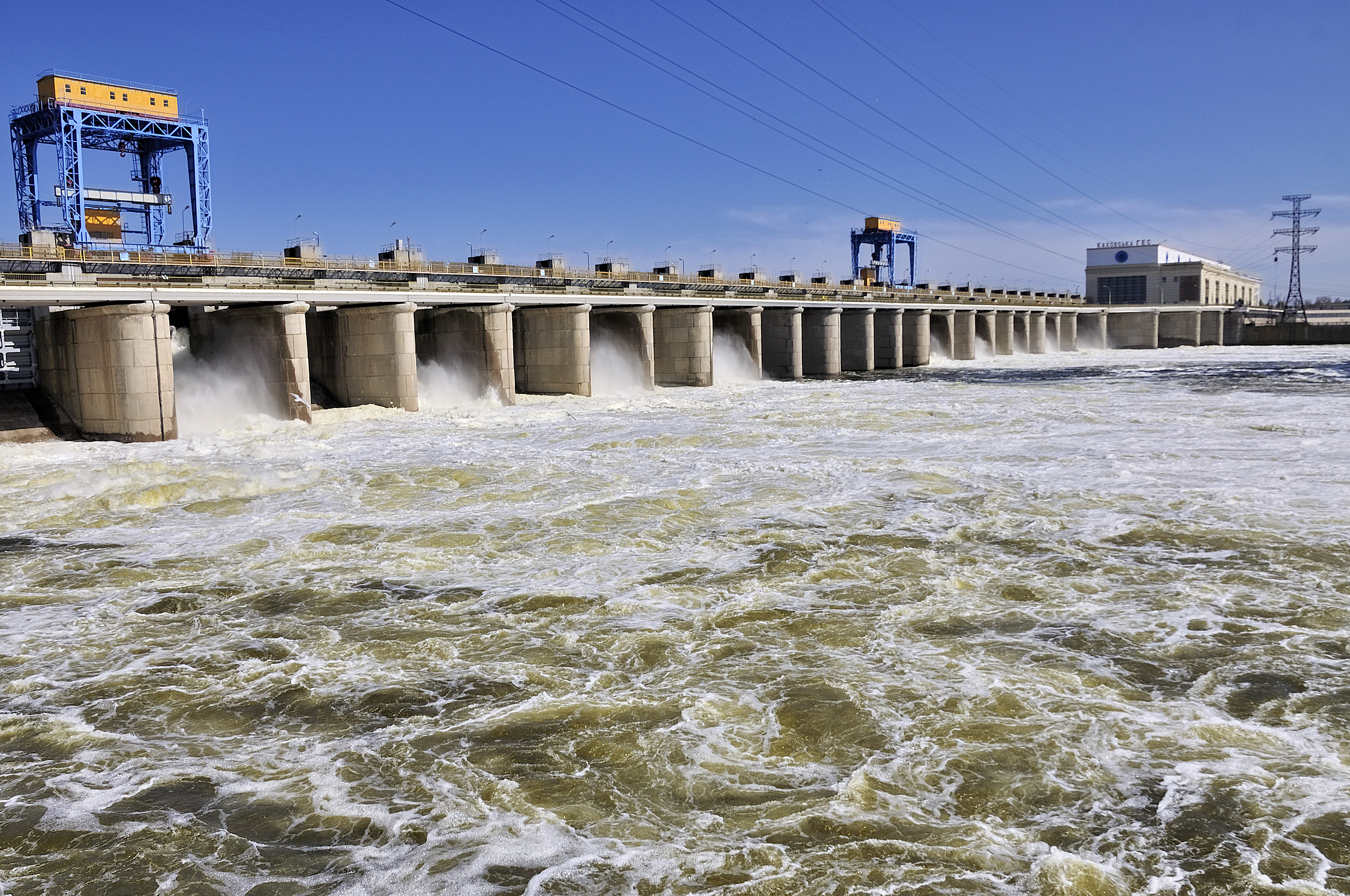
Blick von Westen auf das Wasserkraftwerk Kachowka (hinten) und die Luftseite der Staumauer des Stausees (Aufnahme von 2013)

Das Wasserkraftwerk Kachowka (ukrainisch Каховська ГЕС Kachowska HES) war ein Laufwasserkraftwerk am Kachowkaer Stausee in Nowa Kachowka, Ukraine, einer Hafenstadt südlich des Stausees und am linken Ufer des Dnepr. Betreiber der Anlage war das staatliche Unternehmen Ukrhidroenerho.
Der Staudamm sowie das Wasserkraftwerk Kachowka wurden im Frühjahr 2022 beim russischen Überfall auf die Ukraine von Einheiten der von der Krim vorrückenden russischen Armee eingenommen. Am 6. Juni 2023 wurden der mittlere Teil des Damms und das Maschinenhaus vermutlich nach einer Sprengung zerstört, worauf das Wasser aus dem Kachowkaer Stausee auszulaufen begann.

## Nutzung, Betrieb und Funktionsweise
Das in den 1950er Jahren gebaute Kraftwerk diente zur Produktion elektrischer Energie und zur Bewässerung der südukrainischen Landwirtschaftsgebiete. Um die Flussschifffahrt auf dem Dnepr weiter zu ermöglichen, bestand südlich neben dem Krafthaus eine Schleuse. Es handelte sich um den sechsten und letzten Damm in der «Dnipro-Kaskade» Der tiefe Wasserkanal ermöglichte die Schifffahrt flussaufwärts, flussabwärts war die Schifffahrt bis zum Schwarzen Meer ohne weitere Stauhaltung möglich.
Das Kraftwerk hatte eine Leistung von 357 MW. Wasser aus dem Kachowkaer Stausee wurde zudem über den Nord-Krim-Kanal und den Dnepr-Krywyj-Rih-Kanal geleitet, um große Gebiete der Südukraine und der Nordkrim zu bewässern.
Der Bau des Damms begann im September 1950. Der letzte Generator wurde im Oktober 1956 in Betrieb genommen. Das Werk wurde von Ukrhidroenerho betrieben.
Ab 2019 führte die Betreibergesellschaft umfangreiche Reparaturen und Erweiterungen an der Anlage durch. Anschließend war der Damm profitabel und brachte 6,1 Millionen Hrywnja in die lokalen Regierungshaushalte und 44,6 Millionen Hrywnja in das Volkseinkommen.
Das Wasserkraftwerk Kachowka hatte im Oktober 2015 insgesamt 241 Mitarbeiter. Direktor war ab September 2012 Jaroslaw Kobelja. Die Straße P47 und eine Eisenbahnlinie überquerten den Dnepr auf dem Damm.

## Russischer Überfall auf die Ukraine und Zerstörung des Staudamms und des Kraftwerks
Am 24. Februar 2022 wurde das von ukrainischen Kräften kaum geschützte Kraftwerk während der Invasion der Ukraine 2022 von russischen Streitkräften eingenommen. Angreifende Truppen rückten über die Straße auf dem Staudamm rasch gegen Westen vor und bildeten am rechten Ufer des Dnepr einen ausgedehnten Brückenkopf.
Nach wochenlangem ukrainischem Artilleriebeschuss im August und September 2022 berichteten ukrainische und russische Stellen, dass die Fähigkeit der Kraftwerksbrücke zum Transport von Fahrzeugen beeinträchtigt worden sei, der Staudamm selbst jedoch offenbar kaum beschädigt worden sei.
Bereits im Oktober 2022 wurde über Szenarien der militärischen Zerstörung des Damms diskutiert. Im November 2022 wurden Beschädigungen gemeldet, denen ein außerplanmäßiger Pegelanstieg folgte.
Ein Satellitenbild vom 2. Januar 2023 zeigt, dass Straße, Eisenbahngleise und die Kranbahn über den nordwestlichsten drei Segmenten der Staumauer (Segmente Nr. 26 bis 28) fehlen. Diese sollen am 11. November 2022 von den auf dem Rückzug befindlichen russischen Truppen gesprengt worden sein. Die dazugehörigen drei Schütze Nr. 26 bis 28 konnten seither nicht mehr betätigt werden, da hierzu ein über den Schützen stehender Kran erforderlich ist. Im Bereich der nahe am Kraftwerk befindlichen Segmente 3 und 4 sind Schäden an der Straße zu sehen.
Trotz der Lage des Kraftwerkes inmitten der Front soll es bis zur Zerstörung Strom in die Ukraine und in die russisch besetzten Gebiete geliefert haben.

### Sprengung
Der mittlere Abschnitt des Damms und ein Teil des Kraftwerkgebäudes wurden schließlich am 6. Juni 2023 gegen 02:50 Ortszeit zerstört. Die Ukraine beschuldigte Russland, den Staudamm gesprengt zu haben und sprach von einem „Terrorakt“. Russland dagegen machte ukrainischen Beschuss für die Zerstörung verantwortlich. Die Ukraine widersprach dem, da so ein massives Bauwerk nicht durch Beschuss von außen zu zerstören sei, seit über einem Jahr jedoch nur die Russen über den Zugang zum Inneren verfügen und demzufolge nur sie die Staumauer und das Krafthaus durch innen angebrachte Sprengladungen zerstört haben können. Bereits in den Monaten vor der Zerstörung hatten sich beide Kriegsparteien gegenseitig bezichtigt, den Staudamm zerstören zu wollen.

Querschnitt eines Staumauersegments; hervorgehoben ist der Wartungs- und Kontrollstollen im Innern des Wehrkörpers.

In den Tagen nach der Zerstörung konnten anhand von Video- und Fotoaufnahmen, Infrarot-Satellitenbildern und seismischen Messungen immer mehr Belege gesammelt werden, die die ukrainische Perspektive stützten. Zusammen mit Aussagen von Ohrenzeugen beidseits des Gewässers sowie Einschätzungen von ortskundigen Ingenieuren und internationalen Wasserbauexperten wurde ohne die Möglichkeit einer Inspektion vor Ort bereits relativ klar, dass Explosionen innerhalb des Kraftwerkgebäudes und eines Wartungs- und Kontrollstollens im Innern des massiven Wehrkörpers der Staumauer für die Zerstörung ursächlich gewesen sein mussten. Hingegen konnten zuvor geäußerte Thesen, dass mögliche Gründe auch bei eventuellen, schleichend vorangeschrittene Vorschäden oder Mängeln bei Planung und Bau in den 1950er Jahren zu suchen seien, anhand der vorliegenden Faktenlage als unrealistisch ausgeschlossen werden.

### Folgen der Sprengung
Die letzte Pegelaufzeichnung des französischen Internetportals Hydroweb vor der Zerstörung der Staumauer gab am 4. Juni um 19:06 UTC 17,26 m Wasserstand an. Um 08:00 Ortszeit lag der Pegel des Stausees am Kernkraftwerk Saporischschja bei etwa 16,4 m und war damit seit dem Staumauerbruch um 40 cm gefallen. Der Wasserstand am KKW sank tagsüber mit weiteren etwa 5 cm/Stunde ab.
Als überflutet gemeldet wurde die an den Staudamm angrenzende, linksufrige Stadt Nowa Kachowka, wo das Wasser laut örtlichen Behörden um mehr als zehn Meter anstieg, sowie die Stadt Cherson. Das ukrainische Energieministerium erklärte bezüglich des Dammbruchs, dass der Ausfall des Kraftwerks keine Gefahr für die Energiestabilität darstellt. Die ukrainische Verwaltung ordnete eine Evakuierung der Bewohner jener von Überschwemmung bedrohten Gebiete an, die nicht an der von russischen Truppen besetzten Flussseite leben. Nach ukrainischen Behördenangaben leben an der flussabwärts gesehen rechten Seite (d. h. westlich des Dnepr) 16.000 Menschen, die in der von Überschwemmung bedrohten Zone liegen und evakuiert werden könnten. Hatte die russische Nachrichtenagentur TASS vermeldet, dass dem Nord-Krim-Kanal durch den Dammbruch nicht die Austrocknung droht, wurde noch am selben Tag vermeldet, dass das Wasser in jenem Kanal seit dem Dammbruch rückwärts fließt. Laut einem Geografen der Schwedischen Universität für Agrarwissenschaften war der Stausee für die Landwirtschaft im Süden der Ukraine von zentraler Bedeutung. Mitglieder der ukrainischen Regierung erklärten, die Überschwemmung zu einer „ökologische Katastrophe“ für die Feuchtgebiete bzw. Biosphäre am Dnepr; Nester von Millionen von Vögeln seien überschwemmt worden und zehntausende Tonnen Fisch stünden vor der Verendung. Durch die Zerstörung der Kraftwerksanlage sind nach Angaben der ukrainischen Seite auch mehr als 150 t Maschinenöl ausgelaufen und von den Wassermassen mitgerissen worden. Weitere 300 t Öl sind noch im Kraftwerk und könnten ebenfalls ausgeschwemmt werden.
Die Pegelaufzeichnungen von Hydroweb endeten am 9. Juni um 08:28 UTC bei einem Wasserstand von 11,86 m. Innerhalb von 5 Tagen war der Wasserstand also um etwa 5,40 m gefallen.